# Mycetoma suturale
Mycetoma suturale is een keversoort uit de familie winterkevers (Tetratomidae). De wetenschappelijke naam van de soort werd in 1797 gepubliceerd door Georg Wolfgang Franz Panzer.